# Round Rock (Texas)
Round Rock es una ciudad ubicada en el condado de Williamson en el estado estadounidense de Texas. En el Censo de 2010 tenía una población de 99.887 habitantes y una densidad poblacional de 1.120,63 personas por km².

## Geografía
Round Rock se encuentra ubicada en las coordenadas 30°31′25″N 97°40′3″O / 30.52361, -97.66750. Según la Oficina del Censo de los Estados Unidos, Round Rock tiene una superficie total de 89.13 km², de la cual 88.35 km² corresponden a tierra firme y (0.88%) 0.78 km² es agua.

## Demografía
Según el censo de 2010, había 99 887 personas residiendo en Round Rock. La densidad de población era de 1.120,63 hab./km². De los 99887 habitantes, Round Rock estaba compuesto por el 70.79% blancos, el 9.76% eran afroamericanos, el 0.68% eran amerindios, el 5.17% eran asiáticos, el 0.12% eran isleños del Pacífico, el 9.68% eran de otras razas y el 3.8% pertenecían a dos o más razas. Del total de la población el 28.99% eran hispanos o latinos de cualquier raza.

## Economía
Dell tiene su sede en Round Rock.

## Educación
El Distrito Escolar Independiente de Round Rock gestiona las escuelas públicas.